# جین مارش
 جین مارش (انگلیسی: Jean Marsh؛ زادهٔ ۱ ژوئیهٔ ۱۹۳۴ – درگذشتهٔ ۱۳ آوریل ۲۰۲۵) بازیگر و فیلم‌نامه‌نویس اهل بریتانیا بود.
جین مارش در ۱۳ آوریل ۲۰۲۵، در سن ۹۰ سالگی درگذشت.
از فیلم‌هایی که وی در آن نقش داشته است، می‌توان به کلئوپاترا، جولین فلوز بررسی می‌کند: مرموزترین قتل، احضار و خانه وارونه اشاره کرد.